# Schottmalhorn
Schottmalhorn – szczyt w Alpach Berchtesgadeńskich, części Alp Bawarskich. Leży w Niemczech, w Bawarii, przy granicy z Austrią.